# 格赖瑙
格赖瑙是德国巴伐利亚州的一个市镇。总面积49.39平方公里，总人口3544人，其中男性1726人，女性1818人（2011年12月31日），人口密度72人/平方公里。